# Serra de Pratformiu
|  | Aquest article tracta sobre la Serra de Pratformiu. Vegeu-ne altres significats a «Pratformiu». |

La Serra de Pratformiu és una serra situada al municipi de la Coma i la Pedra (Solsonès).

## Límits
Els límits de la seva base són:
- Nord: el riu Mosoll
- Est: el riu Mosoll. l'altiplà de Pratformiu i el rierol de Pratformiu
- Sud: el rierol de Pratformiu
- Oest: el torrent de Coll del Jou, el Coll del Jou, el Riuet de la Pedra, la rasa dels Joncarets i el riu Mosoll.

## Dades topogràfiques
- Perímetre de la base de la muntanya: 10,5 km.
- Àrea de la base de la muntanya: 4,1 km².
- Longitud màxima N-S: 4,0 km.
- Longitud màxima E-O: 2,3 km.
- Cota màxima de la base: 1.099,8 m. al Coll de Berla 42° 8′ 23.04″ N, 1° 37′ 46.05″ E / 42.1397333°N,1.6294583°E
- Cota mínima de la base: 803 m. al pantà de la Llosa del Cavall 42° 7′ 48.27″ N, 1° 37′ 42.08″ E / 42.1300750°N,1.6283556°E